# 卡爾有約
《卡爾有約》（英語：Carl's Date）是一部2023年美國3D電腦動畫短片，由皮克斯動畫工作室製作，鮑伯·彼得森編導；愛德華·阿斯納和彼得森配音；電影也是阿斯納的遺作之一。本作為皮克斯動畫長片《天外奇蹟》的外傳動畫《小逗的日常》的延伸作，劇情講述卡爾在妻子艾莉去世後迎來第一次約會，然而不懂怎樣約會的他需要愛犬小逗的幫忙。
《卡爾有約》原定作為《小逗的日常》最後一集於Disney+播出，後改為2023年6月16日與《元素方城市》一同於戲院放映。

## 故事概要
卡爾·費迪遜在收養小逗後，一人一狗過著單純的生活。某天卡爾在家裡訓練小逗的期間，接到一通電話，致電者為居住在療養院的年長女士梅耶爾絲（Meyers）和Alpha（現更名為Beta），後者表達了他對新家的熱愛。小逗和Beta透過電話閒聊後，卡爾再次接過電話和梅耶爾絲女士交談，同意了某件事，但隨後卡爾對於自己同意這項要求感到煩惱，轉而向小逗求助：原來卡爾方才在電話中同意和梅耶爾絲女士約會，但礙於自己從妻子艾莉（Elle）過世後便沒有再跟異性發展深度關係，這讓他感到不知如何是好。小逗聽完卡爾的訴苦後，認為自己並沒有看出什麼大問題，於是便向卡爾提出許多從狗的角度出發的約會建議，卡爾則決定出去買些東西，為他的約會行程做準備。
卡爾買了很多盒巧克力作為給梅耶爾絲女士的贈禮，還試圖從他的花園裡摘採些花朵。稍後卡爾讓小逗陪他一起跳舞，兩者還一起練習晚餐約會的情境。為求外型體面，卡爾將頭髮染成了黑色，結果反讓小逗感到不滿，當卡爾持續擔心自己對約會行程準備不周到時，小逗弄壞了卡爾的手機，鼓勵他應該直接採取行動去約會，而且不要擔心任何事情，表示梅耶爾絲女士會理解。小逗的話語讓卡爾卸下心理重擔，卡爾最終放鬆和挺起身子，對著已故妻子艾莉的照片訴說他正在進行全新的冒險，隨後小逗同意擔任卡爾約會期間的支援者，一人一狗離開了房子，準備和梅耶爾絲女士會面。卡爾的生活由此展開全新的篇章。

## 配音員
- 愛德華·阿斯納聲演卡爾·費迪遜（Carl Fredricksen）
- 鮑伯·彼得森聲演小逗（Dug）

## 製作
2022年12月19日，宣布《小逗的日常》將有一部名為《卡爾有約》的短片。愛德華·阿斯納於2021年8月29日過世，而他早於2021年春季完成配音。

## 發行
《卡爾有約》在美國於2023年6月16日與《元素方城市》一同於戲院放映。

## 外部連結
- 互联网电影数据库（IMDb）上《卡爾有約》的资料（英文）